# Alexej Alexandrovič Gubarev
Alexej Alexandrovič Gubarev (rusky Алексей Александрович Губарев, 29. března 1931 Gvardějcy, Kujbyševská oblast – 21. února 2015 Moskva) byl sovětský vojenský letec a kosmonaut, velitel dvou misí s kosmickou lodí Sojuz.

## Život

### Mládí a výcvik
Narodil se v obci Gvardějcy v Kujbyševské oblasti. Když mu v roce 1936 zemřel otec, tak se s matkou a třemi sestrami přestěhoval do sovchozu Čašnikovo, nedaleko Moskvy, kde se zastavila východní fronta během druhé světové války. Později na desetidenní boj v jejich sovchozu často vzpomínal. V roce 1952 absolvoval sovětskou námořní leteckou školu a pak pokračoval ve službě u sovětského letectva. Základní vojenskou službu absolvoval na dálném východě, kde působil jako průzkumník námořního letectva. Před přijetím do vesmírného programu absolvoval další studium na Gagarinově vojenské letecké akademii. V době startu Jurije Gagarina do vesmíru působil jako velitel letky v hodnosti 1. třídy u Černého moře. Po nalétání 2000 hodin, v roce 1963 byl doporučen do oddílu kosmonautů CPK. Účastnil se výcviku na sovětský lunární program a následně se cvičil k vojenské misi Almaz.

### Lety do vesmíru
Do vesmíru poprvé startoval z kosmodromu Bajkonur 11. ledna 1975 na palubě Sojuzu 17 s kosmonautem Grigorijem Grečkem. Ve vesmíru se jako první spojili s orbitální stanicí Saljut 4 a po měsíčním pobytu ve vesmíru při opravách zaměřování dalekohledu se 9. února úspěšně vrátili na Zemi.
Podruhé do vesmíru startoval v rámci programu Interkosmos 2. března 1978 s kosmickou lodí Sojuz 28, druhým účastníkem této mise byl první československý kosmonaut Vladimír Remek. Ve vesmíru se spojili se stanicí Saljut 6. Zpět na Zem se vrátili 10. března. Byla to první vesmírná mezinárodní posádka na oběžné dráze.
- Sojuz 17 (10. ledna – 9. února 1975)
- Sojuz 28 (2. března – 10. března 1978)

### Po letech

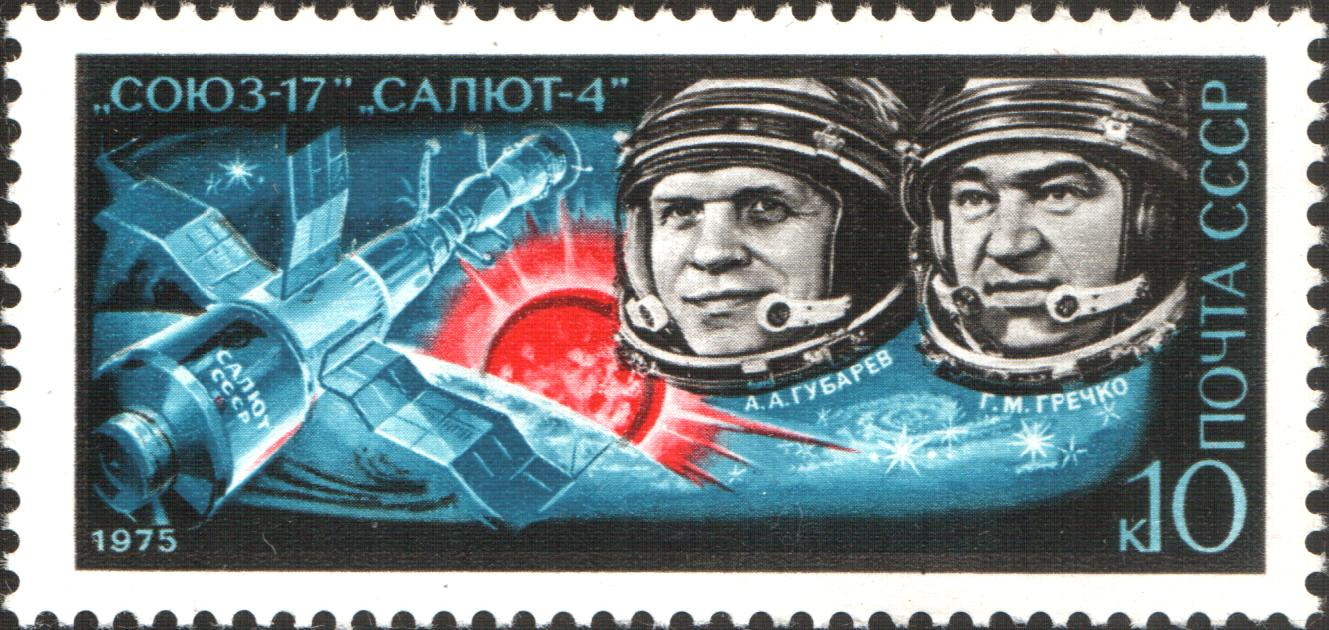
Gubarev a Grečko na sovětské poštovní známce

Svoji kariéru kosmonauta ukončil v roce 1981, kdy přijal administrativní místo v Středisku přípravy kosmonautů J. A. Gagarina. Roku 1990 byl povýšen na generálmajora. V letech 1990–1996 se stal náměstkem generálního ředitele společnosti Ščelkovavtotrans. V roce 1982 vydal knihu Притяжение невесомости (Priťaženije něvěsomosti, Přitažlivost beztíže), roku 1990 pak Орбита жизни (Orbita žizni, Dráha života). S Vladimírem Remkem v roce 1983 vydali společně knihu Породненные орбитой. V letech 1957–1991 byl členem Komunistické strany Sovětského svazu.
Při návštěvě Československa byl Gubarev vyznamenán Zlatou hvězdou Hrdiny Československé socialistické republiky, je dvojnásobným držitelem vyznamenání Hrdina Sovětského svazu a byl vyznamenán Gagarinovou zlatou medailí. Je čestným občanem měst Kaluga, Arkalyk, Celinograd, Praha, Pardubice a České Budějovice. U stanice metra Háje bylo na počest letu jejich společného letu s Vladimírem Remkem umístěno sousoší s názvem Kosmonauti od sochaře Jana Bartoše. Dalším umístěním sousoší bylo nádvoří ZŠ Slovan v Kroměříži. Při instalaci sousoší byli oba kosmonauti jmenováni čestnými občany města Kroměříž. Na jeho počest byla také pojmenována planetka č. 2544 o průměru 10 km, kterou 6. srpna 1980 objevila astronomka Zdeňka Vávrová na observatoři Kleť.
Alexej Gubarev byl ženatý a měl dvě děti. Zemřel 21. února 2015 v Moskvě.